# Universal Media Disc

Logo di Universal Media Disc

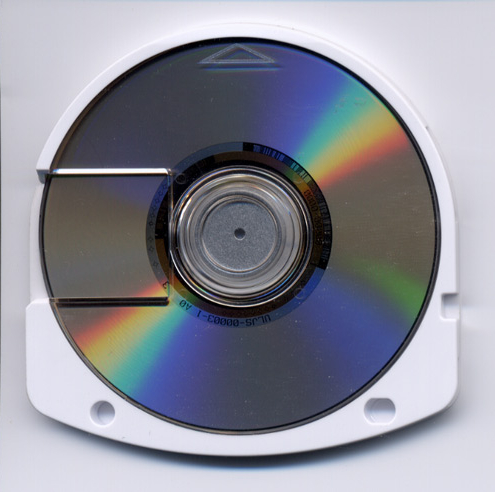
Disco UMD

Il Universal Media Disc (UMD) è un disco ottico ideato dalla Sony per la sua console portatile PlayStation Portable. Consiste in un disco alloggiato dentro una custodia di plastica trasparente.
Vagamente simile al MiniDisc come dimensioni, e al DVD come caratteristiche, ha una capienza di 1,8 GB, e può essere impiegato sia per videogiochi, musica e film. Anche se il formato è stato standardizzato, la creazione fisica degli UMD è esclusiva di Sony. Non esistono infatti in commercio masterizzatori UMD e gli stessi sviluppatori dei giochi sono costretti a rivolgersi a Sony per la pubblicazione.

## UMD Video
Gli UMD video sono, invece, così composti:
- video MPS (formato proprietario sviluppato da Sony)
- audio ATRAC3+ (formato proprietario sviluppato da Sony)
- supporto all'audio multilingua
- supporto ai sottotitoli.

Tali caratteristiche rendono i film in UMD simili alla versione DVD, data anche la maggiore efficienza in compressione del codec utilizzato, rispetto all'MPEG-2.

## UMD Audio
Se utilizzato per l'audio, l'UMD avrebbe caratteristiche ancora più simili a quelle di un MiniDisc:
- audio ATRAC3+ (formato proprietario sviluppato da Sony)
- confezione di protezione
- dimensioni ridotte.